# Fußballer des Jahres (Färöer)
Die Auszeichnung Fußballer des Jahres wurde auf den Färöern in der Vergangenheit von verschiedenen Institutionen ausgelobt. Die bedeutendste wird seit mehr als zehn Jahren regelmäßig von der färöischen Tageszeitung Sosialurin ermittelt, wobei die Kapitäne und Trainer der zehn Erstligateilnehmer sowie Pressemitglieder ihre Stimmen zur Wahl abgeben. Zuvor wird die Auswahl von einer Expertengruppe auf jeweils drei Kandidaten pro Kategorie eingegrenzt.

## Preisträger
| Jahr | Spieler des Jahres                   | Torwart des Jahres                | Nachwuchsspieler des Jahres        |
| ---- | ------------------------------------ | --------------------------------- | ---------------------------------- |
| 1995 | John Petersen (GÍ Gøta)              | –                                 | –                                  |
| 2000 | Rúni Nolsøe (HB Tórshavn)            | Bjarni Johansen (VB Vágur)        | Jón Rói Jacobsen (HB Tórshavn)     |
| 2001 | Fróði Benjaminsen (B68 Toftir)       | Jens Martin Knudsen (NSÍ Runavík) | Jón Rói Jacobsen (HB Tórshavn)     |
| 2002 | Andrew av Fløtum (HB Tórshavn)       | Jens Martin Knudsen (NSÍ Runavík) | Hjalgrím Elttør (KÍ Klaksvík)      |
| 2003 | Pól A. Thorsteinsson (B36 Tórshavn)  | Albert Sævarsson (B68 Toftir)     | Jann Ingi Petersen (B68 Toftir)    |
| 2004 | Súni Olsen (GÍ Gøta)                 | Bjarni Johansen (VB Vágur)        | Jónhard Frederiksberg (Skála ÍF)   |
| 2005 | Jákup Mikkelsen (B36 Tórshavn)       | Jákup Mikkelsen (B36 Tórshavn)    | Ingi Højsted (B36 Tórshavn)        |
| 2006 | Jákup á Borg (HB Tórshavn)           | René Tórgarð (EB/Streymur)        | Arnbjørn T. Hansen (EB/Streymur)   |
| 2007 | Nenad Stanković (NSÍ Runavík)        | Jens Martin Knudsen (NSÍ Runavík) | Bogi Løkin (NSÍ Runavík)           |
| 2008 | Arnbjørn T. Hansen (EB/Streymur)     | Jákup Mikkelsen (KÍ Klaksvík)     | Róaldur Jakobsen (B36 Tórshavn)    |
| 2009 | Fróði Benjaminsen (HB Tórshavn)      | Jákup Mikkelsen (KÍ Klaksvík)     | Finnur Justinussen (B36 Tórshavn)  |
| 2010 | Fróði Benjaminsen (HB Tórshavn)      | András Gángó (NSÍ Runavík)        | Erling D. Jacobsen (Víkingur Gøta) |
| 2011 | Łukasz Cieślewicz (B36 Tórshavn)     | René Tórgarð (EB/Streymur)        | Klæmint A. Olsen (NSÍ Runavík)     |
| 2012 | Clayton Nascimento (ÍF Fuglafjørður) | Jákup Mikkelsen (ÍF Fuglafjørður) | Páll A. Klettskarð (KÍ Klaksvík)   |
| 2013 | Fróði Benjaminsen (HB Tórshavn)      | Teitur M. Gestsson (HB Tórshavn)  | Hørður H. Askham (B36 Tórshavn)    |
| 2014 | Adeshina Lawal (B36 Tórshavn)        | Teitur M. Gestsson (HB Tórshavn)  | Bárður J. Hansen (Víkingur Gøta)   |
| 2015 | Łukasz Cieślewicz (B36 Tórshavn)     | Tórður Thomsen (B36 Tórshavn)     | Jóhannes Bjartalíð (KÍ Klaksvík)   |
| 2016 | Sølvi Vatnhamar (Víkingur Gøta)      |                                   |                                    |
| 2017 | Sølvi Vatnhamar (Víkingur Gøta)      |                                   |                                    |
| 2018 | Adrian Justinussen (HB Tórshavn)     |                                   |                                    |
| 2019 | Jóannes Bjartalíð (KÍ Klaksvík)      |                                   |                                    |
| 2020 | Petur Knudsen (NSÍ Runavík)          |                                   |                                    |
| 2021 | Árni Frederiksberg (KÍ Klaksvík)     |                                   |                                    |
| 2022 | Sølvi Vatnhamar (Víkingur Gøta)      |                                   |                                    |
| 2023 | Sølvi Vatnhamar (Víkingur Gøta)      |                                   |                                    |

Bei den Spielern konnten Sølvi Vatnhamar und Fróði Benjaminsen die Auszeichnung je viermal gewinnen, ebenfalls mehrfach erfolgreich war Łukasz Cieślewicz mit zwei Titeln. Bei den Torhütern war Jákup Mikkelsen viermal siegreich, 2005 wurde er zudem zusätzlich zum Spieler des Jahres gewählt. Den Titel als besten Nachwuchsspieler gewann Jón Rói Jacobsen zweimal und somit ebenfalls als einziger mehrfach.

### Rangliste der Vereine nach Titeln
| Verein          | Spieler des Jahres | Torwart des Jahres | Nachwuchsspieler des Jahres | Gesamt |
| --------------- | ------------------ | ------------------ | --------------------------- | ------ |
| B36 Tórshavn    | 5                  | 2                  | 4                           | 11     |
| HB Tórshavn     | 6                  | 2                  | 2                           | 10     |
| NSÍ Runavík     | 2                  | 4                  | 2                           | 08     |
| KÍ Klaksvík     | 1                  | 2                  | 3                           | 06     |
| Víkingur Gøta   | 4                  |                    | 2                           | 06     |
| EB/Streymur     | 1                  | 2                  | 1                           | 04     |
| B68 Toftir      | 1                  | 1                  | 1                           | 03     |
| GÍ Gøta         | 2                  |                    |                             | 02     |
| ÍF Fuglafjørður | 1                  | 1                  |                             | 02     |
| VB Vágur        |                    | 2                  |                             | 02     |
| Skála ÍF        |                    |                    | 1                           | 01     |

### Weitere Auszeichnungen
Im Jahr 2000 wurden zusätzlich zu den oben genannten Auszeichnungen der beste Verteidiger, Mittelfeldspieler und Stürmer gewählt. Dies waren Predrag Živković (VB Vágur), Rúni Nolsøe (HB Tórshavn) und Marcello Marcelino (B68 Toftir). 2001 gab es eine Wahl des Fernsehsenders Sjónvarp Føroya zum besten Spieler, die Fróði Benjaminsen, der auch von der Tageszeitung Sosialurin ausgezeichnet wurde, sowie Hans Fróði Hansen (beide von B68 Toftir) für sich entscheiden konnten. 2003 ergab die Wahl der Tageszeitung Dimmalætting Albert Sævarsson, der bereits von Sosialurin als bester Torhüter ausgezeichnet wurde, Arnbjørn Danielsen und Øssur Hansen (alle von B68 Toftir) als Sieger.
Auch 2012 wurden wieder der beste Verteidiger, Mittelfeldspieler und Stürmer gewählt. Diese Wahl gewannen Marni Djurhuus (EB/Streymur), Hallur Hansson (HB Tórshavn) sowie Clayton Nascimento, der bereits von der Tageszeitung Sosialurin als bester Spieler ausgezeichnet wurde. Ebenfalls wurde 2012 erstmals eine Elf des Jahres gewählt.
2013 wurden Jóhan Troest Davidsen (HB Tórshavn) als bester Verteidiger, Fróði Benjaminsen (HB Tórshavn) als bester Mittelfeldspieler und Páll A. Klettskarð (KÍ Klaksvík) als bester Stürmer ausgezeichnet, 2014 ging die Auszeichnung erneut an Jóhan Troest Davidsen (HB Tórshavn) sowie an Łukasz Cieślewicz (B36 Tórshavn) und Adeshina Lawal (B36 Tórshavn). 2015 gewann Odmar Færø die Auszeichnung als bester Verteidiger, Łukasz Cieślewicz wurde als bester Mittelfeldspieler gewählt und Klæmint A. Olsen als bester Stürmer.